# Samantha Fox
Samantha Karen Fox (født 15. april 1966 i London) er en engelsk popsanger og tidligere nøgenmodel. 

## Biografi
Samantha Fox debuterede som topløs i avisen The Sun 16 år gammel den 22. februar 1983. Hun blev meget populær og vandt The Suns «Page Three Girl of the Year Award» i 1984 1985 og 1986. I 1996 poserede hun for tidsskriftet Playboy.
Hun udgav  debutalbummet Touch Me da hun var 20 år gammel i 1986. Musikalbummet og singlen med samme navn var en stor succes verden over og gik til tops på hitlisterne i 17 lande. Hun deltog i den britiske Melodi Grand Prix finale i 1994, hvor hun blev nummer 4. I 1987 indgik hun et samarbejde med musikproducenterne Stock Aitken Waterman som også producerede musik for kunstnere som Bananarama, Kylie Minogue og Jason Donovan. Samarbejdet forløb over flere musikalbum.
Samantha Fox udgav i 2003 en selvbiografi hvor hun afslørede at hun er lesbisk. Hun har derfor indgået partnerskab med sin manager Myra Stratton. Efter Strattons død i 2015, er Fox nu forlovet med sin svenske partner, Linda Olsson.[kilde mangler]

## Diskografi
Soloalbum
- Touch Me (1986) UK #17, US #24
- Samantha Fox (1987) UK #22, US #51
- I Wanna Have Some Fun (1988) UK #46, US #37
- Just One Night (1991)
- Greatest Hits (1992)
- 21st Century Fox (1998)
- Watching You, Watching Me (2002)
- Angel with an Attitude (2005)

Singler
- «Touch Me (I Want Your Body)» (1986) UK #3, US #4
- «Do Ya Do Ya (Wanna Please Me)»  (1986) UK #10, US #87
- «Hold On Tight» (1986) UK #26
- «I'm All You Need» (1986) UK #41
- «Nothing's Gonna Stop Me Now»  (1987) UK #8, US #80
- «I Surrender (To The Spirits of the Night)»  (1987) UK #25
- «I Promise You (Get Ready)»  (1987) UK #57
- «True Devotion»  (1987) UK #61
- «Naughty Girls (Need Love Too)»  (1988) UK #31, US #3
- «Love House»  (1988) UK #32
- «I Wanna Have Some Fun»  (1988) UK #62, US #8
- «I Only Wanna Be With You» (1989) UK #16, US #31
- «But the Pants Stay On»  (1991)
- «Just One Night»  (1991)
- «Another Woman»  (1991)
- «Spirit of America»  (1991)
- «Let Me Be Free»  (1998)
- «The Reason Is You» (1998)
- «Perhaps»  (1998)
- «Angel With An Attitude»  (2005)